# Архангельское Голицыно (село)
Архангельское Голицыно — село, центр сельской администрации в Рузаевском районе. Население 689 чел. (2001), преимущественно русские.

## География
Расположено в пойме р. Инсара, в 9 км от районного центра и 3 км от железнодорожной станции Архангельское Голицыно. 

## Название
Название-антропоним: по названию бывшей церкви — Архангельской и владельцам — князьям Голицыным. 

## Инфраструктура
В современной инфраструктуре села — клуб, 2 школы, столовая, магазины, медпункт, детсад, проведён водопровод. 

## Население
| 2002 | 2010 |
| ---- | ---- |
| 872  | ↘767 |

## История
Основано в 17 в. 
В «Списке населённых мест Пензенской губернии» (1869) Архангельское (Голицыно) — село владельческое из 377 дворов Саранского уезда. 
До 1917 г. село принадлежало помещикам Римским-Корсаковым. 
Здесь длительное время жил и похоронен декабрист, член Союза Благоденствия Г. А. Римский-Корсаков. 
В мае 1919 г. село посетил партийный деятель и литератор М. С. Ольминский, прибывший в г. Рузаевку с агитпоездом «Октябрьская Революция». 
В 1931 г. был создан колхоз «За Родину», с 2002 г. — сельскохозяйственная артель «Нива».
Архангельское Голицыно — родина поэта А. И. Слезавина (1901—1948), с творчеством которого был знаком А. М. Горький, заслуженного связиста РСФСР А. П. Дикарёвой. В состав Архангельско-Голицынской сельской администрации входят д. Акшенас (24 чел.; родина Героя Советского Союза А. Н. Корнилаева) и рзд Архангельское Голицыно.
Ежегодно (с 2011г.) проводятся лыжные соревнования "Рождественская лыжня". Которые пользуются популярностью в данном регионе.

## Русская православная церковь
- Церковь Михаила Архангела (Архангельская церковь; Михаилоархангельская церковь; Михайловская церковь) — кирпичная церковь, построенная по проекту 1891, близко повторяющая облик нового собора в Наровчате[2].

## Источник
- Энциклопедия Мордовия, В. П. Беляков.
- «Зиновская Рождество-Богородицкая женская община»